# شوت ديه باس (كيبك)
شوت ديه باس (بالإنجليزية: Passes-Dangereuses, Quebec)‏ هي unorganized area of Canada تقع في كندا في Maria-Chapdelaine Regional County Municipality. يقدر عدد سكانها بـ 226 نسمة ومساحتها 16,857.50 كم2 .